# Ndop (textile)
Pour les articles homonymes, voir Ndop.

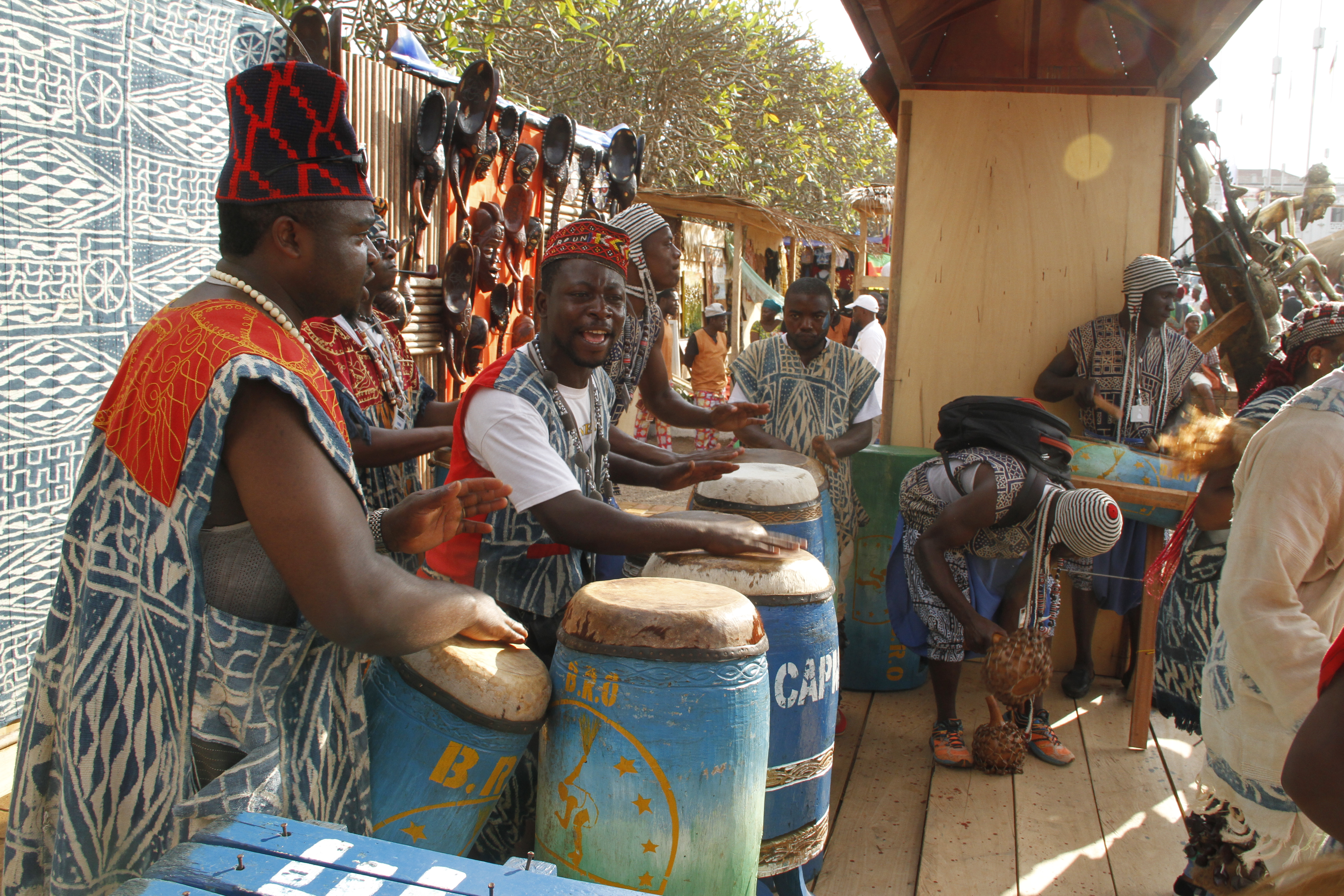
Musiciens vêtus de ndop

Le ndop ou dze ndouop ou nji ndop est une étoffe traditionnelle et rituelle des peuples des grassfields (ouest et du nord-ouest au Cameroun) et de l'Est du Nigeria. 
Le tissu dans sa forme originale est un assemblage de bandes de coton cousues bord à bord. Les motifs géométriques blancs sur fond bleu indigo donnent  son identité au Ndop.
La richesse du ndop bamiléké se remarque non pas dans une gamme de couleurs, mais dans le style et la combinaison des motifs et figures géométriques abstraites qui se détachent du fond bleu intense.

## Histoire

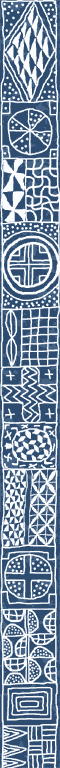

### Origine
La présence du Ndop dans les Grassfields remonte au XIXe siècle. Avant la fabrication du tissu ndop à l’Ouest, le ndop de Wukari, était vendu en pays  Bamiléké et provenait du Nigéria. Ces tissus ont servi de monnaie entre les peuples des Grassfields et ceux du Nigéria, à côté des cauris, avant d’être remplacé par la monnaie papier.  
Le ndop, typiquement camerounais, apparu en 1920 coexiste avec le ndop de type wukari du Nigéria. 

### Ndop du Cameroun
Ce textile présent chez les Bamiléké et alentours varie avec le lieu, les couleurs, les teintes, le type de coton, la surcouture en raphia, les décorations et motifs des dessins.
L’emploi du ndop et sa décoration daterait du XVIIIe siècle.
Des spécimens d'un tissu de même type datent des XVe et XVIIe siècles. Durant les échanges avec les colons à la fin du XXe siècle et au début du XXIe siècle, il fait partie des objets de transaction. La chefferie de Baham conserve des anciens spécimens de costumes ndop difficiles à dater.
C'est à partir du XVIIIe siècle que la technique du ndop s'améliore pour aboutir à sa forme actuelle.

## L'étoffe
Le ndop est le plus riche en signification parmi les étoffes traditionnelles bamiléké. Par sa valeur symbolique particulière, c'est le vêtement rituel par excellence des sociétés secrètes. 

### Étapes de fabrication
Le processus de fabrication passe par deux phases. La première s’opère au Nord Cameroun et la seconde à l’Ouest.

#### Ndop à l'ancienne

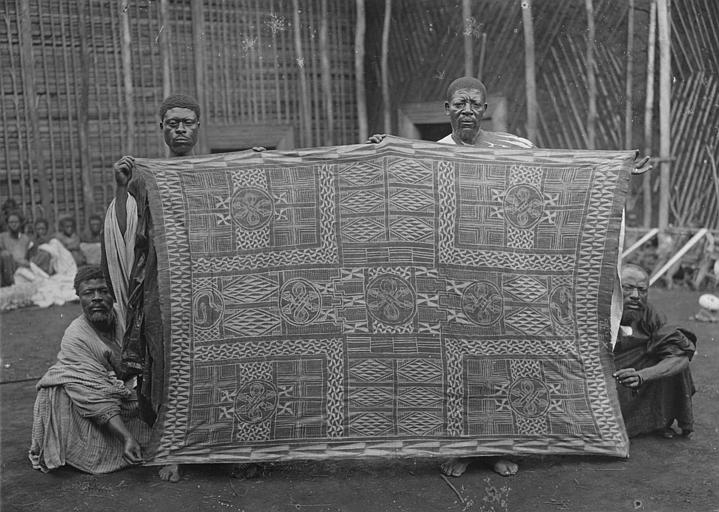
Pièce d'étoffe coton tissé, dessins bleu et blanc - Foumban Photo de Frédéric Gadmer en 1916.

Les tissus ndop bamiléké originaux sont teints à la réserve. Le style, dans sa construction et sa technique, ont été influencés par les techniques des peuples alentour.
Le traitement graphique et l'iconographie obéissent à des codes. Ce ndop ne se vend pas. Il peut être noué à la taille et passé entre les jambes.
Pour obtenir des décorations, 
- Le tissu de fond, importé, est obtenu par filage et tissage du coton.
- En pays bamiléké, il est décoré par la couture de figures symboliques. Les points de coutures en fil de raphia sont très serrés, suivant les lignes des dessins tracées.
- L’étoffe sera ensuite plongée dans l’indigo pour lui donner la couleur bleue de fond. La teinture ne doit pas passer à travers les coutures, qui seront enlevées sur le tissu séché. Les motifs blancs de la décoration ressortiront alors sur le bleu indigo du fond. Bandjoun et Baham sont les principaux centres de production de ce Ndop, transmise en héritage d'une génération à l'autre ou lors de l'acquisition de notabilité.

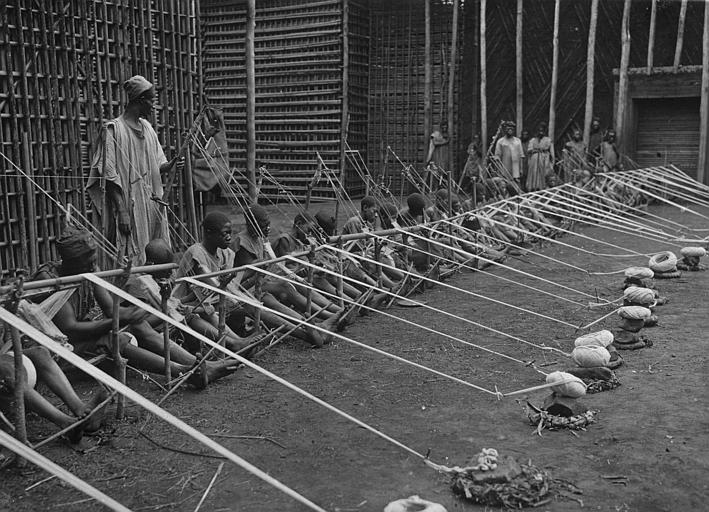
Ateliers de tisserands

- Ateliers de tisserandsLe fil de raphia joue ici le même rôle que le wax lors du processus d'impression d'étoffes à motifs. Le coloris n'imbibe pas les endroits où se trouvent les coutures en fil de raphia. Une fois les coutures raphia enlevées, les dessins et traits blancs apparaissent sur le fond bleu.
- Le matériau est renvoyé au nord du Cameroun, région textile par excellence, pour être teint à l'indigo et ainsi posséder les motifs bleus caractéristiques.
- De retour, des spécialistes exécutent les travaux de finition (découpes et bordures).

#### Ndop moderne
La technique de fabrication du ndop a évolué avec le temps.  La forme actuelle, moins élaborée, n'est plus faite d’étroites bandes épaisses, au fil grossier, cousues bord à bord et décorées de dessins brodés. 
L'étoffe ndop moderne peut être fabriquée de façon industrielle avec la technique de production de pagnes wax à base d'indigo, ou même en impression directe (rotative, digital,...).
Les motifs géométriques blancs et leur arrangement, non teints comme le fond bleu indigo restent le lieu d'expression de l'imprimeur.

### Symbolique
La décoration et les motifs du ndop permettent au confectionneur, brodeur, de transcrire des messages. 
Les formes géométriques, la lune, le soleil, les étoiles, les animaux… sont des messages codés de paix, fécondité, ...
Porter le ndop, à l'origine, n'est pas un acte anodin.
Le bleu est symbole du surnaturel et des forces de l'esprit. Il symbolise le ciel et la mer.
Le serpent à deux têtes : la sagesse, de la force royale et de la féminité.
L’araignée : le don de lire l'avenir ; la joie de vivre et la sagesse. 
Le lézard : le caméléon annonce aux hommes la résurrection après la mort et le lézard qui annonce la mort sans retour.
La spirale :  la solidarité. 
Le dos de tortue : la sagesse, l'adresse et la prudence. 
Les Cauris : la richesse et la fécondité : chaque reine porte à chaque événement, soit des colliers de cauris, soit les coquillages insérés dans les tresses. 
Le fer de lance : la force royale.

## Usages

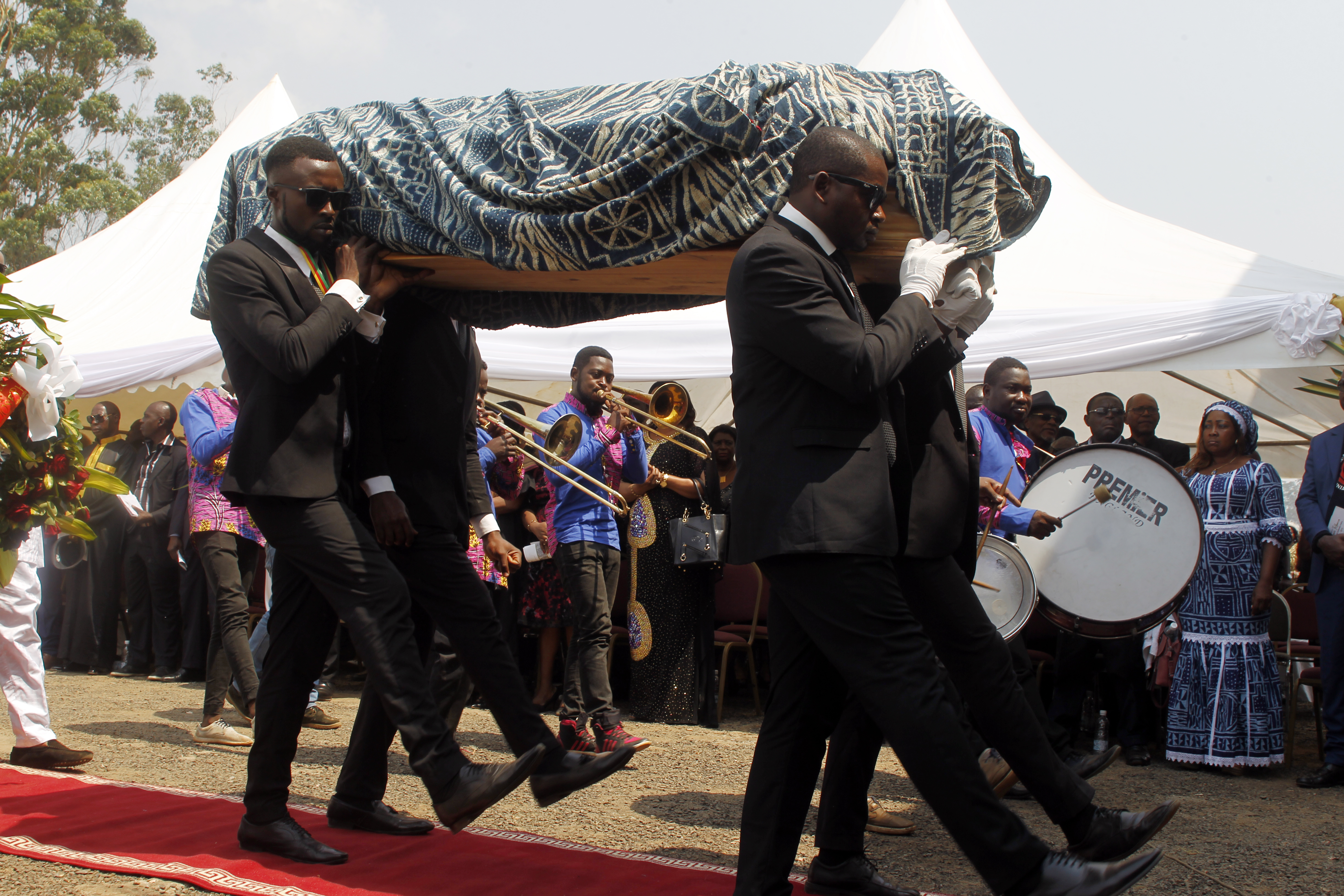
Cercueil recouvert de ndop lors de funérailles à Bana.

Tenue d’apparat, le ndop est  aussi utilisé pour habiller des sites et loges des rois pendant les cérémonies.
Ornement des lieux de funérailles à l'Ouest Cameroun, l’étoffe sert aussi à fabriquer les costumes de roi, notables et membres des sociétés secrètes. 
Le ndop est utilisé lors de deuils. Il sert même de linceul qui enveloppe la dépouille du roi ou des notables pour l’enterrement. On décore de coupons de ndop la place des cérémonies funéraires des personnages importants et membres des sociétés secrètes. Les parents du défunt, les dignitaires traditionnels bamiléké le portent au deuil.